# Otradnoje
Otradnoje (ros: Отра́дное) – miasto w Rosji położone w obwodzie leningradzkim, w rejonie kirowskim. Położone nad lewym wybrzeżem rzeki Tosna, 40 km od Petersburga (3 km od jego granic administracyjnych). Liczy ok. 21 500 (szacunek na 2006).
Przez Otradnoje przebiega linia kolejowa z Petersburga do Wołchowa, na której znajdują się tu przystanek Iwanowskaja oraz stacja Piełła.

## Historia
Wioska Iwanowskaja (ros. Ива́новская) położona w miejscu gdzie rzeka Tosna łączy się z Newą, wzmiankowana została po raz pierwszy w kronice z 1708 roku. W 1784 ziemia ta została nabyta przez carową Katarzynę II, gdzie powstała jej letnia rezydencja. Posiadłość ta została w dużej mierze zniszczona na rozkaz cara Pawła I.
Współczesne miasto zostało założone w 1970 roku, poprzez połączenie dwóch osad typu miejskiego: Otradnoje oraz Iwanowskoje.

## Demografia
| Rok  | Liczba mieszkańców |
| ---- | ------------------ |
| 1959 | 13 500             |
| 1970 | 18 600             |
| 1979 | 22 000             |
| 1989 | 22 400             |
| 1992 | 22 900             |
| 2002 | 21 570             |
| 2007 | 21 500             |
| 2011 | 23 908             |
| 2013 | 24 994             |